# 里奇伍茲鎮區 (伊利諾伊州皮奧里亞縣)
里奇伍茲鎮區（英語：Richwoods Township）是位於美國伊利諾伊州皮奧里亞縣的一個行政鎮區。

## 地方資料
根據2010年美國人口普查的數據，里奇伍茲鎮區的面積為8.10平方千米，當中陸地面積為7.70平方千米，而水域面積為0.40平方千米。當地共有人口5938人，而人口密度為每平方千米733.09人。